# 최지민
최지민(崔智旻, 2003년 9월 10일~)은 대한민국의 야구 선수로 현재 KBO 리그 KIA 타이거즈의 투수이다.

## 선수 경력
2022년 KIA 타이거즈에 입단하였다. 2022년 4월 2일 LG 트윈스와의 경기에 구원 등판하며 데뷔 첫 경기를 치렀고, 경기에서 1이닝 5실점을 기록했다.
2022년에 야구 경험을 위해 잠시 팀을 떠나 오스트레일리아 야구 리그 질롱 코리아에 입단하였다. 같은 해 11월 12일 멜버른 에이시스와의 원정 경기를 통해 오스트레일리아 리그 데뷔 경기를 가졌다. 이후 질롱 코리아 소속으로 17경기에 출전한 후 2023년에 KIA 타이거스로 복귀했다.

## 국가대표팀 경력
2023년 중국 항저우에서 열린 2022년 아시안 게임에 대한민국 대표팀 소속으로 참가했다. 대표팀은 중화 타이베이를 꺾고 금메달을 획득했다.

## 출신 학교
- 율곡초등학교 (강릉리틀)
- 경포중학교
- 강릉고등학교

## 통산 기록
| 연도 | 팀명  | 평균자책점 | 경기 | 완투 | 완봉 | 승 | 패 | 세 | 홀 | 승률  | 타자 | 이닝 | 피안타 | 피홈런 | 볼넷 | 사구 | 탈삼진 | 실점 | 자책점 |
| ---- | ----- | ---------- | ---- | ---- | ---- | -- | -- | -- | -- | ----- | ---- | ---- | ------ | ------ | ---- | ---- | ------ | ---- | ------ |
| 2022 | KIA   | 13.50      | 6    | 0    | 0    | 0  | 0  | 0  | 0  | -     | 36   | 6    | 12     | 1      | 5    | 1    | 7      | 9    | 9      |
| 2023 | KIA   | 2.12       | 58   | 0    | 0    | 6  | 3  | 3  | 12 | 0.667 | 244  | 59⅓  | 45     | 4      | 26   | 4    | 44     | 17   | 14     |
| 2024 | KIA   | 5.09       | 56   | 0    | 0    | 3  | 3  | 3  | 12 | 0.500 | 225  | 46   | 44     | 2      | 40   | 4    | 37     | 28   | 26     |
| 통산 | 3시즌 | 3.96       | 120  | 0    | 0    | 9  | 6  | 6  | 24 | 0.600 | 505  | 111⅓ | 101    | 7      | 71   | 9    | 88     | 54   | 49     |